# Wyścig Maroka WTCC 2013
Wyścig Maroka WTCC 2013 – druga runda World Touring Car Championship w sezonie 2013 i czwarty z kolei Wyścig Maroka. Rozegrał się on w dniach 6-7 kwietnia 2013 na torze ulicznym Circuit International Automobile Moulay El Hassan w Marrakeszu w Maroku. W pierwszym wyścigu zwyciężył Michel Nykjær z zespołu Nika Racing, a w drugim Pepe Oriola z Tuenti Racing Team.

## Lista startowa
| Nr | Kierowca           | Zespół                               | Samochód             | Klasa |
| -- | ------------------ | ------------------------------------ | -------------------- | ----- |
| 1  | Robert Huff        | ALL-INKL.COM Münnich Motorsport      | SEAT León WTCC       |       |
| 3  | Gabriele Tarquini  | Castrol Honda World Touring Car Team | Honda Civic WTCC     | M     |
| 5  | Norbert Michelisz  | Zengő Motorsport                     | Honda Civic WTCC     | M     |
| 6  | Franz Engstler     | Liqui Moly Team Engstler             | BMW 320 TC           | Y     |
| 7  | Charles Ng         | Liqui Moly Team Engstler             | BMW 320 TC           | Y     |
| 8  | Michaił Kozłowskij | LADA Sport Lukoil                    | Łada Granta          | M     |
| 9  | Alex MacDowall     | Bamboo Engineering                   | Chevrolet Cruze 1.6T | Y     |
| 10 | James Thompson     | LADA Sport Lukoil                    | Łada Granta          | M     |
| 12 | Yvan Muller        | RML                                  | Chevrolet Cruze 1.6T |       |
| 14 | James Nash         | Bamboo Engineering                   | Chevrolet Cruze 1.6T | Y     |
| 15 | Tom Coronel        | ROAL Motorsport                      | BMW 320 TC           |       |
| 17 | Michel Nykjær      | Nika Racing                          | Chevrolet Cruze 1.6T | Y     |
| 18 | Tiago Monteiro     | Castrol Honda World Touring Car Team | Honda Civic WTCC     | M     |
| 19 | Fernando Monje     | Campos Racing                        | SEAT León WTCC       | Y     |
| 22 | Tom Boardman       | Special Tuning Racing                | SEAT León WTCC       | Y     |
| 23 | Tom Chilton        | RML                                  | Chevrolet Cruze 1.6T |       |
| 25 | Mehdi Bennani      | Proteam Racing                       | BMW 320 TC           | Y     |
| 26 | Stefano D'Aste     | PB Racing                            | BMW 320 TC           | Y     |
| 37 | René Münnich       | ALL-INKL.COM Münnich Motorsport      | SEAT León WTCC       | Y     |
| 38 | Marc Basseng       | ALL-INKL.COM Münnich Motorsport      | SEAT León WTCC       |       |
| 55 | Darryl O’Young     | ROAL Motorsport                      | BMW 320 TC           | Y     |
| 73 | Fredy Barth        | Wiechers-Sport                       | BMW 320 TC           | Y     |
| 74 | Pepe Oriola        | Tuenti Racing Team                   | SEAT León WTCC       |       |
| Nr | Kierowca           | Zespół                               | Samochód             | Klasa |

| Symbol | Klasa                                   |
| ------ | --------------------------------------- |
| M      | Producent (Manufacturers' Championship) |
| Y      | Niezależny (Yokohama Trophy)            |

## Wyniki

### Sesje treningowe
| Sesja | Nr | Kierowca    | Zespół | Samochód             | Czas     | Okr. |
| ----- | -- | ----------- | ------ | -------------------- | -------- | ---- |
| 1     | 12 | Yvan Muller | RML    | Chevrolet Cruze 1.6T | 1:46,093 | 11   |
| 2     | 12 | Yvan Muller | RML    | Chevrolet Cruze 1.6T | 1:44,991 | 9    |

### Kwalifikacje
| Poz.    | Nr      |         | Kierowca           | Zespół                               | Samochód             | Q1       | Q2        | Poz. s. R1 | Poz. s. R2 | Pkt     |
| II etap | II etap | II etap | II etap            | II etap                              | II etap              | II etap  | II etap   | II etap    | II etap    | II etap |
| ------- | ------- | ------- | ------------------ | ------------------------------------ | -------------------- | -------- | --------- | ---------- | ---------- | ------- |
| 1       | 3       |         | Gabriele Tarquini  | Castrol Honda World Touring Car Team | Honda Civic WTCC     | 1:44,910 | 1:44,358  | 1          | 10         | 5       |
| 2       | 14      | Y       | James Nash         | Bamboo Engineering                   | Chevrolet Cruze 1.6T | 1:45,677 | 1:44,406  | 2          | 9          | 4       |
| 3       | 12      |         | Yvan Muller        | RML                                  | Chevrolet Cruze 1.6T | 1:45,185 | 1:44,504  | 3          | 8          | 3       |
| 4       | 17      | Y       | Michel Nykjær      | Nika Racing                          | Chevrolet Cruze 1.6T | 1:45,656 | 1:44,745  | 4          | 7          | 2       |
| 5       | 23      |         | Tom Chilton        | RML                                  | Chevrolet Cruze 1.6T | 1:45,471 | 1:44,863  | 5          | 6          | 1       |
| 6       | 9       | Y       | Alex MacDowall     | Bamboo Engineering                   | Chevrolet Cruze 1.6T | 1:45,446 | 1:45,060  | 6          | 5          |         |
| 7       | 1       |         | Robert Huff        | ALL-INKL.COM Münnich Motorsport      | SEAT León WTCC       | 1:46,125 | 1:45,228  | 7          | 4          |         |
| 8       | 38      |         | Marc Basseng       | ALL-INKL.COM Münnich Motorsport      | SEAT León WTCC       | 1:45,794 | 1:45,552  | 8          | 3          |         |
| 9       | 74      |         | Pepe Oriola        | Tuenti Racing Team                   | SEAT León WTCC       | 1:45,617 | 1:46,341  | 9          | 2          |         |
| 10      | 19      | Y       | Fernando Monje     | Campos Racing                        | SEAT León WTCC       | 1:46,194 | 15:14,469 | 10         | 1          |         |
| 11      | 10      |         | James Thompson     | LADA Sport Lukoil                    | Łada Granta          | 1:45,992 |           | 11         | 11         |         |
| 12      | 15      |         | Tom Coronel        | ROAL Motorsport                      | BMW 320 TC           | 1:46,091 |           | 12         | 12         |         |
| I etap  |         |         |                    |                                      |                      |          |           |            |            |         |
| 13      | 55      | Y       | Darryl O’Young     | ROAL Motorsport                      | BMW 320 TC           | 1:46,327 | –         | 13         | 13         |         |
| 14      | 18      |         | Tiago Monteiro     | Castrol Honda World Touring Car Team | Honda Civic WTCC     | 1:46,396 | –         | 14         | 14         |         |
| 15      | 73      | Y       | Fredy Barth        | Wiechers-Sport                       | BMW 320 TC           | 1:46,412 | –         | 15         | 15         |         |
| 16      | 6       | Y       | Franz Engstler     | Liqui Moly Team Engstler             | BMW 320 TC           | 1:46,494 | –         | 16         | 16         |         |
| 17      | 5       |         | Norbert Michelisz  | Zengő Motorsport                     | Honda Civic WTCC     | 1:46,629 | –         | 17         | 20         |         |
| 18      | 25      | Y       | Mehdi Bennani      | Proteam Racing                       | BMW 320 TC           | 1:46,660 | –         | 18         | 17         |         |
| 19      | 22      | Y       | Tom Boardman       | Special Tuning Racing                | SEAT León WTCC       | 1:46,713 | –         | 23         | [ 5 ]      |         |
| 20      | 7       | Y       | Charles Ng         | Liqui Moly Team Engstler             | BMW 320 TC           | 1:47,140 | –         | 19         | 18         |         |
| 21      | 26      | Y       | Stefano D'Aste     | PB Racing                            | BMW 320 TC           | 1:47,390 | –         | 20         | 22         |         |
| 22      | 8       |         | Michaił Kozłowskij | LADA Sport Lukoil                    | Łada Granta          | 1:47,598 | –         | 21         | 19         |         |
| 23      | 37      | Y       | René Münnich       | ALL-INKL.COM Münnich Motorsport      | SEAT León WTCC       | 1:49,754 | –         | 22         | 20         |         |
| Poz.    | Nr      |         | Kierowca           | Zespół                               | Samochód             | Q1       | Q2        | Poz. s. R1 | Poz. s. R2 | Pkt     |

#### Warunki atmosferyczne[4]
| Temperatura toru      | 29 °C |
| Temperatura powietrza | 20 °C |
| Słońce                | tak   |
| Opady deszczu         | nie   |
| Sucho                 |       |

### Wyścig 1
| Poz.              | +/- | Nr |   | Kierowca           | Zespół                               | Samochód             | Okr. | Czas/Strata | Pkt. | Komentarz                  |
| ----------------- | --- | -- | - | ------------------ | ------------------------------------ | -------------------- | ---- | ----------- | ---- | -------------------------- |
| 1                 | 3   | 17 | Y | Michel Nykjær      | Nika Racing                          | Chevrolet Cruze 1.6T | 13   | 28:51,561   | 25   |                            |
| 2                 | 1   | 3  |   | Gabriele Tarquini  | Castrol Honda World Touring Car Team | Honda Civic WTCC     | 13   | +0,566      | 18   |                            |
| 3                 | 1   | 14 | Y | James Nash         | Bamboo Engineering                   | Chevrolet Cruze 1.6T | 13   | +1,612      | 15   |                            |
| 4                 | 1   | 12 |   | Yvan Muller        | RML                                  | Chevrolet Cruze 1.6T | 13   | +2,224      | 12   |                            |
| 5                 | 2   | 1  |   | Robert Huff        | ALL-INKL.COM Münnich Motorsport      | SEAT León WTCC       | 13   | +2,248      | 10   |                            |
| 6                 |     | 9  | Y | Alex MacDowall     | Bamboo Engineering                   | Chevrolet Cruze 1.6T | 13   | +2,476      | 8    |                            |
| 7                 | 1   | 38 |   | Marc Basseng       | ALL-INKL.COM Münnich Motorsport      | SEAT León WTCC       | 13   | +3,201      | 6    |                            |
| 8                 | 1   | 74 |   | Pepe Oriola        | Tuenti Racing Team                   | SEAT León WTCC       | 13   | +3,565      | 4    |                            |
| 9                 | 3   | 15 |   | Tom Coronel        | ROAL Motorsport                      | BMW 320 TC           | 13   | +5,270      | 2    |                            |
| 10                | 1   | 10 |   | James Thompson     | LADA Sport Lukoil                    | Łada Granta          | 13   | +5,881      | 1    |                            |
| 11                | 1   | 19 | Y | Fernando Monje     | Campos Racing                        | SEAT León WTCC       | 13   | +7,078      |      |                            |
| 12                | 1   | 55 | Y | Darryl O’Young     | ROAL Motorsport                      | BMW 320 TC           | 13   | +7,879      |      |                            |
| 13                | 2   | 73 | Y | Fredy Barth        | Wiechers-Sport                       | BMW 320 TC           | 13   | +8,485      |      |                            |
| 14                | 5   | 7  | Y | Charles Ng         | Liqui Moly Team Engstler             | BMW 320 TC           | 13   | +9,298      |      |                            |
| 15                | 7   | 37 | Y | René Münnich       | ALL-INKL.COM Münnich Motorsport      | SEAT León WTCC       | 13   | +14,192     |      |                            |
| 16                | 5   | 8  |   | Michaił Kozłowskij | LADA Sport Lukoil                    | Łada Granta          | 13   | +15,333     |      |                            |
| 17                | 1   | 6  | Y | Franz Engstler     | Liqui Moly Team Engstler             | BMW 320 TC           | 13   | +1:03,246   |      | kara +30 sekund            |
| 18                |     | 25 | Y | Mehdi Bennani      | Proteam Racing                       | BMW 320 TC           | 12   | +1 okr.     |      |                            |
| Niesklasyfikowani |     |    |   |                    |                                      |                      |      |             |      |                            |
|                   |     | 18 |   | Tiago Monteiro     | Castrol Honda World Touring Car Team | Honda Civic WTCC     | 5    |             |      | kolizja z barierą          |
|                   |     | 5  |   | Norbert Michelisz  | Zengő Motorsport                     | Honda Civic WTCC     | 5    |             |      | skrzynia powietrzna        |
|                   |     | 23 |   | Tom Chilton        | RML                                  | Chevrolet Cruze 1.6T | 5    |             |      | przegrzanie silnika        |
|                   |     | 26 | Y | Stefano D'Aste     | PB Racing                            | BMW 320 TC           | 1    |             |      | kolizja z Engstlerem       |
| Nie wystartowali  |     |    |   |                    |                                      |                      |      |             |      |                            |
|                   |     | 22 | Y | Tom Boardman       | Special Tuning Racing                | SEAT León WTCC       | –    |             |      | wypadek podczas rozgrzewki |
| Poz.              | +/- | Nr |   | Kierowca           | Zespół                               | Samochód             | Okr. | Czas/Strata | Pkt. | Komentarz                  |

#### Najszybsze okrążenie
| Nr | Kierowca       | Zespół             | Samochód             | Czas     | Okr. |
| -- | -------------- | ------------------ | -------------------- | -------- | ---- |
| 9  | Alex MacDowall | Bamboo Engineering | Chevrolet Cruze 1.6T | 1:46,237 | 12   |

#### Warunki atmosferyczne[10]
| Temperatura toru      | 47 °C |
| Temperatura powietrza | 24 °C |
| Słońce                | tak   |
| Opady deszczu         | nie   |
| Sucho                 |       |

### Wyścig 2
| Poz.              | +/- | Nr |   | Kierowca           | Zespół                               | Samochód             | Okr. | Czas/Strata | Pkt. | Komentarz                     |
| ----------------- | --- | -- | - | ------------------ | ------------------------------------ | -------------------- | ---- | ----------- | ---- | ----------------------------- |
| 1                 | 1   | 74 |   | Pepe Oriola        | Tuenti Racing Team                   | SEAT León WTCC       | 13   | 28:08,751   | 25   |                               |
| 2                 | 6   | 12 |   | Yvan Muller        | RML                                  | Chevrolet Cruze 1.6T | 13   | +0,430      | 18   |                               |
| 3                 | 3   | 23 |   | Tom Chilton        | RML                                  | Chevrolet Cruze 1.6T | 13   | +0,677      | 15   |                               |
| 4                 | 5   | 14 | Y | James Nash         | Bamboo Engineering                   | Chevrolet Cruze 1.6T | 13   | +0,948      | 12   |                               |
| 5                 | 2   | 38 |   | Marc Basseng       | ALL-INKL.COM Münnich Motorsport      | SEAT León WTCC       | 13   | +1,808      | 10   |                               |
| 6                 | 6   | 15 |   | Tom Coronel        | ROAL Motorsport                      | BMW 320 TC           | 13   | +2,028      | 8    |                               |
| 7                 |     | 17 | Y | Michel Nykjær      | Nika Racing                          | Chevrolet Cruze 1.6T | 13   | +2,326      | 6    |                               |
| 8                 | 8   | 6  | Y | Franz Engstler     | Liqui Moly Team Engstler             | BMW 320 TC           | 13   | +4,377      | 4    |                               |
| 9                 | 4   | 55 | Y | Darryl O’Young     | ROAL Motorsport                      | BMW 320 TC           | 13   | +4,889      | 2    |                               |
| 10                | 8   | 7  | Y | Charles Ng         | Liqui Moly Team Engstler             | BMW 320 TC           | 13   | +6,273      | 1    |                               |
| 11                | 6   | 25 | Y | Mehdi Bennani      | Proteam Racing                       | BMW 320 TC           | 13   | +6,349      |      |                               |
| 12                | 3   | 73 | Y | Fredy Barth        | Wiechers-Sport                       | BMW 320 TC           | 13   | +6,385      |      |                               |
| 13                | 6   | 8  |   | Michaił Kozłowskij | LADA Sport Lukoil                    | Łada Granta          | 13   | +7,037      |      |                               |
| 14                | 8   | 26 | Y | Stefano D'Aste     | PB Racing                            | BMW 320 TC           | 13   | +7,698      |      |                               |
| 15                | 6   | 5  |   | Norbert Michelisz  | Zengő Motorsport                     | Honda Civic WTCC     | 9    | +4 okr.     |      |                               |
| Niesklasyfikowani |     |    |   |                    |                                      |                      |      |             |      |                               |
|                   |     | 3  |   | Gabriele Tarquini  | Castrol Honda World Touring Car Team | Honda Civic WTCC     | 7    |             |      | kolizja z barierą             |
|                   |     | 9  | Y | Alex MacDowall     | Bamboo Engineering                   | Chevrolet Cruze 1.6T | 7    |             |      | kolizja z Tarquinim           |
|                   |     | 37 | Y | René Münnich       | ALL-INKL.COM Münnich Motorsport      | SEAT León WTCC       | 3    |             |      | przebita opona                |
|                   |     | 1  |   | Robert Huff        | ALL-INKL.COM Münnich Motorsport      | SEAT León WTCC       | 1    |             |      | kolizja z Monje               |
|                   |     | 10 |   | James Thompson     | LADA Sport Lukoil                    | Łada Granta          | 1    |             |      | kolizja z Monje               |
|                   |     | 19 | Y | Fernando Monje     | Campos Racing                        | SEAT León WTCC       | 1    |             |      | kolizja z Thompsonem          |
| Nie wystartowali  |     |    |   |                    |                                      |                      |      |             |      |                               |
|                   |     | 18 |   | Tiago Monteiro     | Castrol Honda World Touring Car Team | Honda Civic WTCC     | –    |             |      | kolizja z barierą w wyścigu 1 |
|                   |     | 22 | Y | Tom Boardman       | Special Tuning Racing                | SEAT León WTCC       | –    |             |      | wypadek podczas rozgrzewki    |
| Poz.              | +/- | Nr |   | Kierowca           | Zespół                               | Samochód             | Okr. | Czas/Strata | Pkt. | Komentarz                     |

#### Najszybsze okrążenie
| Nr | Kierowca    | Zespół | Samochód             | Czas     | Okr. |
| -- | ----------- | ------ | -------------------- | -------- | ---- |
| 23 | Tom Chilton | RML    | Chevrolet Cruze 1.6T | 1:45,545 | 3    |

#### Warunki atmosferyczne[12]
| Temperatura toru      | 31 °C |
| Temperatura powietrza | 24 °C |
| Słońce                | tak   |
| Opady deszczu         | nie   |
| Sucho                 |       |

## Klasyfikacja po rundzie

### Kierowcy
| Poz.              | +/- | Kierowca              | Starty | Punkty | P1 | P2 | P3 | PP | NO | NS | DK | NW |
| ----------------- | --- | --------------------- | ------ | ------ | -- | -- | -- | -- | -- | -- | -- | -- |
| 1                 |     | Yvan Muller           | 4      | 88     | 2  | 1  | –  | 1  | –  | –  | –  | –  |
| 2                 | 2   | Michel Nykjær         | 4      | 51     | 1  | 1  | –  | –  | –  | –  | –  | –  |
| 3                 |     | Gabriele Tarquini     | 4      | 51     | –  | 1  | 1  | 1  | –  | 1  | –  | –  |
| 4                 | 2   | Tom Chilton           | 4      | 48     | –  | 1  | 1  | –  | 2  | 1  | –  | –  |
| 5                 | 3   | James Nash            | 4      | 43     | –  | –  | 1  | –  | –  | –  | –  | –  |
| 6                 | 3   | Pepe Oriola           | 4      | 39     | 1  | –  | –  | –  | 1  | 1  | –  | –  |
| 7                 |     | Marc Basseng          | 4      | 28     | –  | –  | –  | –  | –  | –  | –  | –  |
| 8                 | 3   | Alex MacDowall        | 4      | 26     | –  | –  | 1  | –  | 1  | 1  | –  | –  |
| 9                 | 1   | Robert Huff           | 4      | 19     | –  | –  | –  | –  | –  | 1  | –  | –  |
| 10                | 4   | Tiago Monteiro        | 3      | 14     | –  | –  | –  | –  | –  | 1  | –  | 1  |
| 11                | 1   | Tom Coronel           | 4      | 12     | –  | –  | –  | –  | –  | –  | –  | –  |
| 12                | 6   | Franz Engstler        | 4      | 4      | –  | –  | –  | –  | –  | –  | –  | –  |
| 13                | 2   | Norbert Michelisz     | 4      | 4      | –  | –  | –  | –  | –  | 1  | –  | –  |
| 14                | 2   | Darryl O’Young        | 4      | 2      | –  | –  | –  | 1  | –  | –  | –  | –  |
| 15                | 2   | Stefano D'Aste        | 4      | 2      | –  | –  | –  | –  | –  | 2  | –  | –  |
| 16                | 2   | Fredy Barth           | 4      | 1      | –  | –  | –  | –  | –  | –  | –  | –  |
| 17                | 2   | Charles Ng            | 4      | 1      | –  | –  | –  | –  | –  | –  | –  | –  |
| 18                |     | James Thompson        | 2      | 1      | –  | –  | –  | –  | –  | 1  | –  | 2  |
| 19                | 2   | Fernando Monje        | 4      | 0      | –  | –  | –  | 1  | –  | 1  | –  | –  |
| 20                | 2   | Mehdi Bennani         | 4      | 0      | –  | –  | –  | –  | –  | –  | –  | –  |
| 21                | 6   | Jean-Philippe Dayraut | 2      | 0      | –  | –  | –  | –  | –  | –  | –  | –  |
| 22                |     | Michaił Kozłowskij    | 2      | 0      | –  | –  | –  | –  | –  | –  | –  | –  |
| 23                | 2   | René Münnich          | 4      | 0      | –  | –  | –  | –  | –  | 1  | –  | –  |
| 24                | 4   | Tom Boardman          | 2      | 0      | –  | –  | –  | –  | –  | –  | –  | 2  |
| Niesklasyfikowani |     |                       |        |        |    |    |    |    |    |    |    |    |
| –                 |     | Aleksiej Dudukało     | 0      | –      | –  | –  | –  | –  | –  | –  | –  | 2  |
| Poz.              | +/- | Kierowca              | Starty | Punkty | P1 | P2 | P3 | PP | NO | NS | DK | NW |

### Producenci
| Poz. | +/- | Producent | Starty | Punkty | P1 | P2 | P3 | PP | NO | NS | DK | NW |
| ---- | --- | --------- | ------ | ------ | -- | -- | -- | -- | -- | -- | -- | -- |
| 1    |     | Honda     | 4      | 145    | –  | 1  | 1  | 1  | –  | 3  | –  | 1  |
| 2    |     | Łada      | 2      | 70     | –  | –  | –  | –  | –  | 1  | –  | 4  |
| Poz. | +/- | Producent | Starty | Punkty | P1 | P2 | P3 | PP | NO | NS | DK | NW |